# Sylvia Plachy
Sylvia Plachy (Budapest, 24 de mayo de 1943) es una fotógrafa húngara-estadounidense, conocida fundamentalmente por sus retratos, y que ha trabajado para importantes publicaciones, como el New York Times. Es la madre del actor Adrien Brody.

## Biografía
Sylvia Plachy nació en un Budapest ocupado por los nazis durante plena Segunda Guerra Mundial, por lo que su madre, de religión judía, tuvo que huir. Ella permaneció en Budapest y se crio en la religión católica de su padre, un aristócrata húngaro. Ambos abandonaron el país por causa de la Revolución húngara de 1956, llegando a Nueva York cuando era una adolescente.
Silvia Plachy trabaja en blanco y negro y sus imágenes transmiten una notable melancolía y romanticimo. Es conocida por sus ensayos fotográficos y sus retratos, habiendo publicado en periódicos y revistas de la talla del The New York Times Magazine, The New Yorker, The Village Voice, Artforum o Fortune.
El fotógrafo André Kertész dijo de ella:

Nunca he visto el momento sentido y atrapado con mayor intimidad y humanidad. Fotográficamente, es lo máximo.

## Premios y reconocimientos (selección)
- 2010. Premio Dr. Erich Salomon
- 2004. Golden Light Awards por su libro Self Portrait with Cows Going Home, una historia personal de centro Europa que incluyte texto junto a las imágenes.
- 2004. Lucie Award
- 1991. Infinity Awards, del Centro Internacional de Fotografía, a la mejor publicación por el libro Sylvia Plachy's Unguided Tour.
- Guggenheim Fellowship

## Libros
- 2007. De reojo, La Fábrica[6]
- 2007. Goings On About Town: Photographs for The New Yorker (2007)
- 2004. 'Self Portrait with Cows going Home[7]
- 2000. Signos y reliquias, con prólogo de Wim Wenders[8]
- 1996. Red Light: Inside the Sex Industry, con James Ridgeway

## Exposiciones (selección)
- 2014. Dancing wiht extraños. Con Juan Manuel Castro Prieto. Galería Blanca Berlin[9]
- 2008. Fragile Beings. Galería Blanca Berlín. Madrid[10]
- 2007. De reojo. Photoespaña. Madrid[5][11]
- 2003. Illegal Inmigrants. Willy-Brandt-Haus. Berlín

## Obra en colecciones
Algunas de sus fotografías están en las colecciones del MOMA, del Museo Metropolitano de Nueva York o del Museo de Arte Moderno de San Francisco, habiendo sido expuestas en instituciones museísticas de gran candidad de países: España. Hungría, Francia, Alemania, Japón, etc.